# Аху Тугба
Аху́ Тугба́ (тур. Ahu Tuğba; 13 августа 1955, Стамбул — 1 сентября 2024, Майами) — турецкая киноактриса албанского происхождения.

## Биография
Настоящее имя — Тугба́ Чети́н (тур. Tuğba Çetin). Тугба родилась в состоятельной семье албанцев, снимается в кино со школьного возраста. Училась в Американском лицее для девочек (тур. İstanbul Özel Amerikan Robert Lisesi or Robert Koleji) в Стамбуле, затем на отделении английского языка в Университете Конкордия в Канаде, который не окончила (бросила учёбу).
Секс-символ турецкого кино 80-х годов. Играла по большей части наркозависимых, но чистых душой работниц сферы сексуальных услуг.
В 80-е годы Тугба позировала для эротического журнала Erkekçe. Продюсировала шоу-программы в различных казино.
Современный турецкий художник Омер Улуч (тур. Ömer Uluç) написал серию картин с «иконами» турецкой популярной культуры, среди которых картины «Бану Алкан» и «Аху Тугба».
Умерла 1 сентября 2024 года в Майами, США.

## Фильмография
- Meçhule Gidenler 2006 — Матильда Манукян
- Pembe & Mavi 2005
- Analar Ölmez 1995
- Aşkın Gücü 1995
- Deliler Kudurunca	1994
- Aşk Ve Aşk 1993
- Ayça Seni Seviyoruz	1993
- Aldatacağım 1991
- Akdeniz Güneşi 1990
- Haciz Kararı 1990
- Aşk Üçgeni 1990 — Sibel
- Bir Aşk Bin Günah	1989
- Gece 1989
- Suçumuz Kadın Olmak	1989
- Acı Yıllar / Lekeli Melek 1989
- Yağmur Altında Bir Kedi 1989
- Evcilik Oyunu 1988
- Kumar 1988
- Yasak İlişki 1988
- Deli Gönlüm 1987
- Damga 1987
- Gülümse Biraz 1986
- Hayat Kadını 1986
- Akrep	Şadiye	1986
- Yosma	(Pınar)	1984
- Kadın Bir Defa Sever 1984
- Yangın 1984
- Kayıp Kızlar 1984 — Lale
- Taçsız Kraliçe 1984 — Naciye
- Kurban 1983
- Beyaz Ölüm 1983 — Meral
- Zifaf	Ahu	1983
- Elveda Dostum 1982 — Sibel
- Yapışık Kardeşler 1981
- Banker Bilo 1980
- Şaşkın Milyoner 1980
- Dokunmayın Şabanıma 1979
- Derviş Bey 1978
- Şerefsiz Şeref 1978
- Mavi Mercedes 1977
- Akdeniz Kartalı 1977
- Cıbıl 1976
- Tolga 1975
- Şeytan (anılmadan) 1974

## Альбомы
- 1987, Buyur Gel / Mırnık